# Miguel Triana
Miguel Triana (26 de noviembre de 1859 - 30 de abril de 1931) fue un ingeniero e historiador colombiano nacido en Bogotá. 

## Biografía
Triana es uno de los intelectuales que a principios del siglo XX, coincidiendo con la cercanía del centenario de la independencia de Colombia, se dedicaron a investigar el pasado cultural con el fin de darle prestigio a dichos estudios. Triana fue ingeniero, escritor y publicista, escribió sobre temas variados, usando casi siempre un tipo de prosa fresca y galana inspirada, salpicada de emoción patriótica y un claro propósito de afirmación nacionalista.
En tiempos en que los estudios arqueológicos y antropológicos en Colombia no tenían un pleno desarrollo, recopiló un gran número de manifestaciones rupestres, petrografías y petroglifos. Se le considera el pionero en investigación rupestre en Colombia.
Entre sus obras más destacadas están:
- La civilización Chibcha (Escuela Tipográfica Salesiana, Bogotá, 1922)
- Por el Sur de Colombia (Garnier Hermanos Editores, París (1907). Una nueva edición en el año 2021 está disponible.[2][3]
- A propósito de Pasto, Revista Ilustrada, Bogotá, N.º 9, 24 de enero de 1899
- El jeroglífico Chibcha y Al meta

Su obra antropológica es de gran valor histórico y presenta aspectos tan interesantes como la reivindicación de la tradición indígena así como su proyección en el futuro racial y cultural de la nación. Comparó la complexión física de los indígenas de los altiplanos con la vida de los nativos de las regiones bajas.
Los textos completos de Miguel Triana, incluyendo un importante volumen de obras inéditas, y un análisis sobre el evolucionismo del siglo XIX en Colombia, han sido publicados por Carl Henrik Langebaek y Natalia Robledo en la obra "Utopias agenas. Evolucionismo, indios e indigenistas. Miguel Triana y el legado de Darwin y Spencer en Colombia" (Bogotá: Ediciones Universidad de los Andes, 2015).
En el libro Por el sur de Colombia,  escribe las aventuras de la exploración de un posible camino entre Pasto y Mocoa en los actuales departamentos de Nariño y Putumayo. Como el ingeniero ingresó a Nariño por Tumaco, describe también el ascenso al altiplano de Túquerres e Ipiales desde el puerto fluvial de Barbacoas hasta la cordillera de los Andes que en ese sitio compone el nudo montañoso de Los Pastos con los profundos cañones de los ríos Juanambú y Guaítara y sus afluentes, que dan a la topografía del sur de Colombia su paisaje característico.
Triana publicó inicialmente el libro en París, en el año 1907 con un prólogo del escritor Santiago Pérez Triana.